# Neuengamme-Hauptprozess

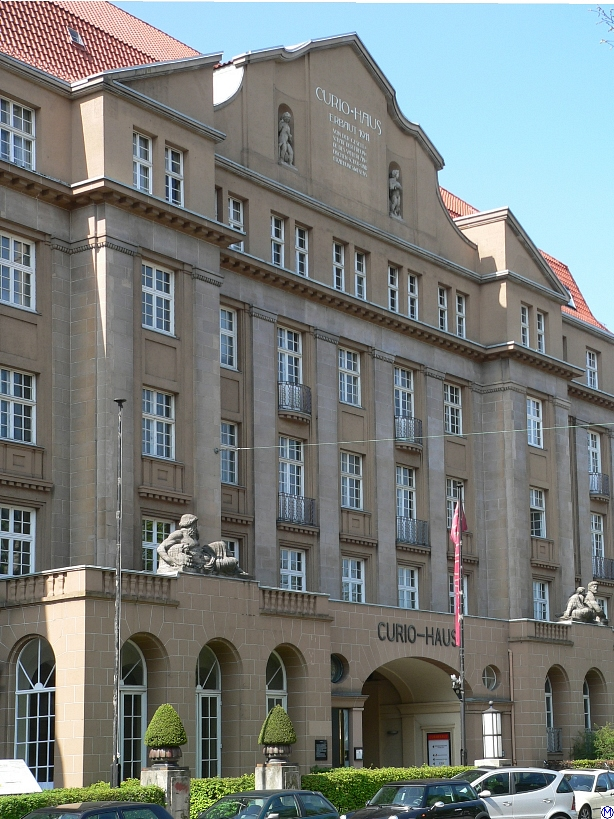
Prozessort: Curiohaus in Hamburg

Der Neuengamme-Hauptprozess (englisch Neuengamme Camp Case No. 1) war ein Kriegsverbrecherprozess, der in der britischen Besatzungszone Deutschlands vor einem britischen Militärgericht durchgeführt wurde. Dieser Prozess fand vom 18. März 1946 bis zum 3. Mai 1946 im Hamburger Curiohaus statt und wird daher auch Curiohaus-Prozess genannt. In diesem Prozess wurde 14 Angehörigen des ehemaligen SS-Lagerpersonals des Konzentrationslagers Neuengamme die Tötung und Misshandlung Angehöriger alliierter Staaten im Stammlager zur Last gelegt. Verbrechen an deutschen Staatsangehörigen waren nicht Verfahrensgegenstand. Das Verfahren endete nach 39 Prozesstagen mit 14 Schuldsprüchen; elf Todesurteile wurden ausgesprochen und vollstreckt sowie drei langjährige Freiheitsstrafen verhängt. Dem Hauptprozess schlossen sich weitere Nebenverfahren zu den Verbrechen im Stammlager sowie Nebenprozesse zu den Außenlagern des KZ Neuengamme an.

## Vorgeschichte
Ab dem 20. April 1945 wurde das Stammlager des KZ Neuengamme in wenigen Tagen durch die Lager-SS geräumt und 10.000 KZ-Häftlinge in Güterwaggons nach Lübeck transportiert. Dort wurden sie auf drei Schiffe verbracht, von denen am 3. Mai 1945 zwei irrtümlich durch britische Bomber in Brand geschossen wurden. Dadurch kam es zur Katastrophe der Cap Arcona, bei der nahezu 7.000 Häftlinge ums Leben kamen. In der Nacht zum 21. April 1945 wurden in einem leerstehenden Schulgebäude am Bullenhuser Damm 20 jüdische Kinder, die im KZ Neuengamme für TBC-Experimente durch den Arzt Kurt Heißmeyer missbraucht worden waren, samt ihren Pflegern zur Verwischung des Verbrechens zusammen mit sowjetischen Kriegsgefangenen erhängt. Ein weiteres Endphaseverbrechen war die Exekution von 58 Männern und 13 Frauen aus dem KZ Fuhlsbüttel in Neuengamme am 21. und 23. April 1945. Von den insgesamt etwa 100.000 im KZ Neuengamme und dessen Außenlagern inhaftierten Häftlingen starben nachweislich mindestens 42.900. Hinzu kommen mehrere Tausend, die aus Neuengamme in andere Konzentrationslager verlegt wurden oder nach der Befreiung vom Nationalsozialismus an den Lagerfolgen starben.
Angehörige der Britischen Armee fanden am 2. Mai 1945, kurze Zeit, nachdem die letzten Angehörigen der Lager-SS mit einem 700 Häftlinge umfassenden Restkommando abgezogen waren, das komplett geräumte Lagergelände vor. Kurz zuvor waren belastende Dokumente verbrannt, die Baracken gesäubert und Prügelbock sowie Galgen entfernt worden. Mit den Ermittlungen zu den Verbrechen im KZ Neuengamme wurde das aus vier britischen Offizieren bestehende War Crimes Investigation Team (WCIT) No. 2 beauftragt, dem auch Sigmund Freuds Enkel Anton Walter Freud angehörte. Das WCIT hatte aufgrund der Räumung des Lagers zunächst Schwierigkeiten, Täter zu ermitteln und Zeugen zu finden. Unterstützung erfuhr das Team durch überlebende Neuengamme-Häftlinge, die dem „Komitee ehemaliger politischer Gefangener“ angehörten und über den Secret Intelligence Service mit dem WCIT Kontakt aufnahmen. Sie berichteten über die Verbrechen im KZ Neuengamme und übergaben dem WCIT No. 2 die zuvor versteckten Totenbücher und einen Quartalsbericht des Neuengammer Standortarztes. Diese Dokumente waren später wichtiges Beweismittel im Neuengamme-Hauptprozess. Zudem halfen die ehemaligen Neuengamme-Häftlinge dem WCIT No. 2 bei der Aufspürung und Identifizierung der Täter.
Etliche Täter wie der Lagerkommandant Max Pauly konnten noch im Mai 1945 gefasst werden. Pauly hatte sich nach der endgültigen Räumung des Konzentrationslagers spätestens Anfang Mai 1945 abgesetzt. Mit dem Kantinenverwalter des KZ Jacobsen hatte Pauly einen Lastwagen mit Paketen des schwedischen Roten Kreuzes beladen, die 400.000 Zigaretten, 20.000 Schokoladentafeln sowie 20.000 Packungen Kaffee und Tee enthielten. Jacobsen lud auf dem Weg zu seinem Heimatort in Schleswig-Holstein bei Paulys Schwiegereltern in Westerdeichstrich einen Teil der Beute ab. Pauly selbst fuhr Anfang Mai 1945 mit seinem Dienstwagen zu seiner Familie nach Wesselburen und verbarg sich danach bei seiner Schwägerin in Flensburg, wo er am 15. Mai 1945 um 23 Uhr verhaftet und ins Internierungslager Neumünster verbracht wurde.
Einige Täter wie der ehemalige SS-Standortarzt Alfred Trzebinski tauchten zunächst unter. Trzebinski belud ebenfalls im KZ Neuengamme einen Lastwagen mit Paketen des Schwedischen Roten Kreuzes und fuhr nach Husum, wo er seine SS-Uniform gegen eine Wehrmachtsuniform austauschte. Er gab sich als Stabsarzt der Wehrmacht aus und wurde zunächst im Husumer Reservelazarett als Mediziner tätig. Von dort kam er an ein Lazarett nach Hamburg und arbeitete schließlich als Militärarzt im Entlassungslager Hesedorf. Dort bezog er mit seiner Familie eine Wohnung. Trzebinski, der seine wahre Identität lange verbergen konnte, wurde durch den WCIT-Offizier Freud in Hesedorf aufgespürt. Am 1. Februar 1946 wurde er verhaftet und in das Internierungslager Westertimke überstellt. Bereits kurze Zeit später wurde er zum Verbleib der zwanzig jüdischen Kinder befragt, auf deren Verschwinden das WCIT durch ehemalige Neuengammenhäftlinge hingewiesen worden war. Dieses Verbrechen spielte später im Neuengamme-Hauptprozess eine zentrale Rolle.
Weitere ehemalige Angehörige des Neuengammer SS-Lagerpersonals konnten erfolgreich untertauchen, waren verstorben, befanden sich nicht im Einzugsbereich der britischen Besatzungszone oder wurden in anderen Konzentrationslagerverfahren verurteilt. Paulys Vorgänger als Neuengammer Lagerkommandant Martin Gottfried Weiß wurde bereits im Dachau-Hauptprozess am 13. Dezember 1945 zum Tode verurteilt und später hingerichtet. Der an dem zwanzigfachen Kindermord beteiligte Arnold Strippel konnte sich jahrelang verborgen halten, ehe er im Dezember 1948 gefasst wurde.

## Rechtsgrundlage
Die rechtliche Basis des Verfahrens bildete der Königliche Auftrag (Regulations for the Trial of War Criminals made under Royal Warrant) vom 14. Juni 1945, durch den nach dem 1. September 1939 verübte Kriegsverbrechen geahndet werden sollten. Verbrechen gegen den Frieden, Verbrechen gegen die Menschlichkeit und Kriegsverbrechen unter Deutschen waren darunter nicht strafbar. Der Royal Warrant sah eine gelockerte Beweispflicht vor, so dass der Nachweis der organisatorischen Mitverantwortung an Straftaten für eine Verurteilung ausreichte. Ein Prinzip, das die deutsche Nachkriegsjustiz erst in jüngster Vergangenheit gegen hochbetagte potentielle NS-Täter wiederentdeckte.

### Anklage
Angeklagt wurden Angehörige des ehemaligen SS-Lagerpersonals der unteren, mittleren und Führungsebene des ehemaligen Stammlagers Neuengamme, derer man habhaft geworden war. Unter ihnen befand sich der letzte Lagerkommandant Max Pauly, dessen Adjutant Karl Totzauer, der SS-Standortarzt Alfred Trzebinski, der Schutzhaftlagerführer Anton Thumann, der Kommandeur des Wachbataillons Karl Wiedemann, der Lagerarzt Bruno Kitt, der Sanitäter Wilhelm Bahr sowie Block-, Kommando- und Rapportführer.
Inhalt der Anklageschrift war die „Tötung und Misshandlung Staatsangehöriger der alliierten Nationen“ im Stammlager des KZ Neuengamme. Um nicht nur individuelle Straftaten wie Mord oder Misshandlungen ahnden zu können, wurde den Angeklagten die gemeinschaftliche Verschwörung („conspiracy“) vorgeworfen, d. h., dass schon die Zugehörigkeit zur Lager-SS bzw. dem KZ-System ohne Nachweis einer individuell begangenen Tat für strafbar gehalten wurde. So konnten nachweislich verübte KZ-Verbrechen auch ohne konkreten Tatverdacht geahndet werden. Dennoch bestanden gegen etliche Angeklagte konkrete Tatvorwürfe. Verbrechen an deutschen Staatsangehörigen waren nicht Verfahrensgegenstand, diesbezügliche Verfahren wurden an deutsche Gerichte übergeben, die durch die Control Commission for Germany (CCG) kontrolliert wurden.

### Gericht
Das Gericht setzte sich nach dem Royal Warrant aus drei britischen Militärrichtern zusammen, denen gegebenenfalls ein juristischer Berater (Judge Advocate) zur Seite gestellt war. Die Anklage übernahm der sogenannte Prosecutor. Wie schon zuvor im Bergen-Belsen-Prozess und später im Ravensbrück-Prozess wurde diese Aufgabe im Neuengamme-Hauptprozess Stephen Malcolm Stewart übertragen, C. L. Stirling fungierte als Judge Advocate. Die Angeklagten konnten im Gegensatz zum Bergen-Belsen-Prozess einen deutschen Rechtsbeistand wählen. Nach der Urteilsverkündung war eine Berufung nicht zugelassen, lediglich eine Eingabe oder Gnadengesuch. Die Urteile erhielten erst nach Bestätigung durch einen britischen Oberbefehlshaber Rechtskraft, der dabei jedoch Eingaben berücksichtigte.

## Prozessverlauf

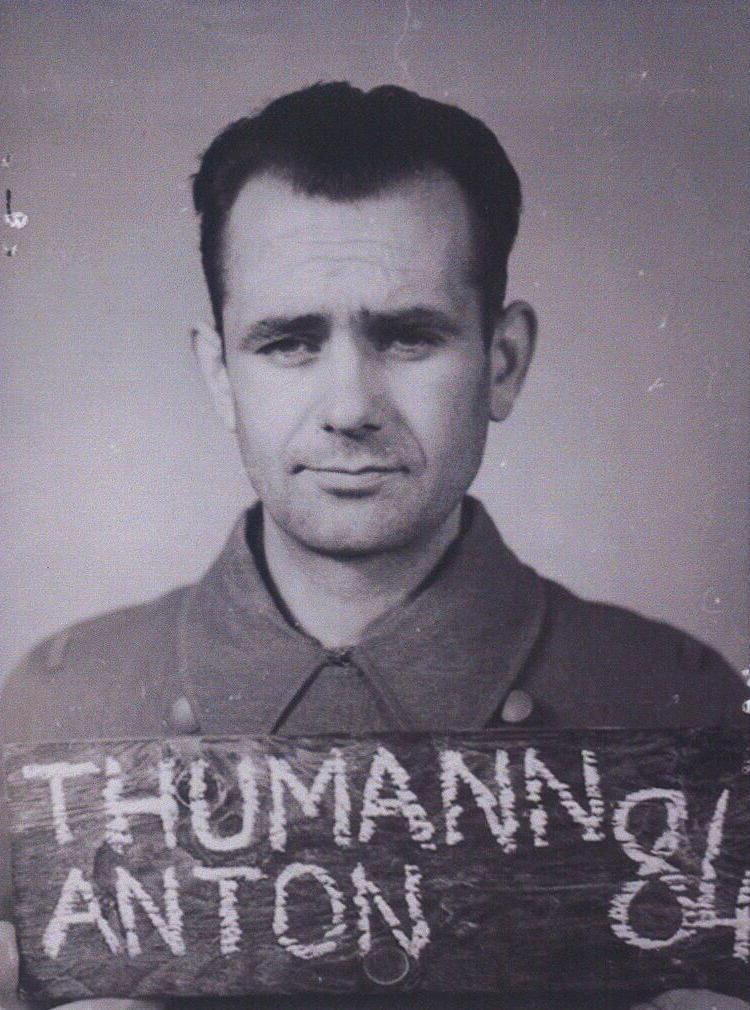
Anton Thumann in britischer Internierung

Der Neuengamme-Hauptprozess wurde am 18. März 1946 im Hamburger Curiohaus eröffnet und umfasste 39 Verhandlungstage. Zu Prozessbeginn plädierten 13 der 14 Angeklagten nach Verlesung der Anklagepunkte auf unschuldig, der ehemalige SS-Sanitätsdienstgrad Wilhelm Bahr bekannte sich eingeschränkt schuldig, berief sich aber auf Befehlsnotstand. Bahr hatte bereits am 2. März 1946 im Zyklon-B-Prozess, der ebenfalls im Curiohaus stattfand, als Zeuge zugegeben, die Vergasung von 197 sowjetischen Kriegsgefangenen im September 1942 durchgeführt zu haben.
Stewart hielt für die Anklage das Eröffnungsplädoyer, in dem er zunächst auf die Radiomeldung der Alliierten vom 23. April 1942 hinwies, wo Tätern der Konzentrationslager-SS für das Begehen von Verbrechen schwere Bestrafung angedroht worden war. Danach führte er aus, dass die Beschuldigten im KZ Neuengamme Kriegsverbrechen begangen hätten und im Prozess bewiesen werde, dass diese Verbrechen unter Teilnahme der Angeklagten stattfanden. Er wies darauf hin, dass im Stammlager des KZ Neuengamme begangene Straftaten bei ihrer Darlegung im Prozess nicht nur individuelle Schuld nachweisen sollten, sondern auch exemplarisch für die dortigen Lagerbedingungen und -verbrechen stünden. Stewart ging insbesondere auf die Morde am Bullenhuser Damm ein und beendete seine Ansprache folgendermaßen:

„Ich weiß, Herr Präsident, daß es sehr schwer ist, seine menschliche Erregung niederzuhalten, wenn man von menschlichen Wesen hört, die so weit herabgesunken sind, mit Kindern zu experimentieren und sie zu liquidieren. Ich bitte Sie jedoch, auch diesen Anklagepunkt nicht mit dem Zorn empörter Menschlichkeit zu beurteilen, sondern nur nach dem Wortlaut des Gesetzes.“

Nach Stewarts Plädoyer begann die Anhörung der vereidigten Zeugen der Anklage. Die Zeugen konnten jeweils von Anklage und den Verteidigern befragt und ins Kreuzverhör genommen werden. Frühere Häftlinge des KZ Neuengamme, die über die Lagerbedingungen und KZ-Gräuel berichteten, konnten als Zeugen nur während ihrer Aussage am Prozess teilnehmen. Während der Zeugeneinvernahme griff das Gericht nur bei unzulässigen Fragen ein. Die 19 Belastungszeugen, die persönlich aussagten, berichteten von Misshandlungen, Tötungen (Erschießungen auf der „Flucht“, Vergasungen und Giftinjektionen) sowie den Verhältnissen im Häftlingskrankenbau, medizinischen Experimenten und den Umständen der Lagerräumung. Zu einzelnen Vorfällen sagten mehrere Belastungszeugen aus, damit die Anklagevertretung den Nachweis individueller Schuld einzelner Angeklagter führen konnte. Die beeidigten Vernehmungsprotokolle eines weiteren Belastungszeugen wurden verlesen, da dieser krankheitsbedingt nicht erscheinen konnte. Auch Lagerdokumente wie ein Bericht des Standortarztes vom 29. März 1945 wurden in die Beweisführung der Anklagevertretung mit einbezogen. Dieser Bericht, den der Häftlingsschreiber des Krankenreviers Emil Zuleger im Zuge der Dokumentenvernichtung verstecken konnte, gibt für das erste Quartal des Jahres 1945 eine Zahl von 6224 Todesfällen im Stamm- und den Nebenlagern des KZ Neuengamme an. Zuleger sagte vor Gericht aus, dass die im Bericht aufgeführten Zahlenangaben seines Wissens noch zu niedrig angesetzt waren.
Nach dem Eröffnungsplädoyer der Verteidigung wurden ab dem 13. Prozesstag die Zeugen der Verteidigung aufgerufen, zumeist ehemalige SS-Angehörige, die sich ebenfalls in britischer Internierung befanden. Diese bestritten oder verharmlosten die Schilderungen der Belastungszeugen. Die Angeklagten wurden ebenfalls vernommen. Die KZ-Verbrechen im Rahmen der Vernichtung durch Arbeit sowie Misshandlungen, Morde und weitere Gewalttaten wurden seitens der Angeklagten meist bestritten und, wenn sie nachweislich stattgefunden hatten wie die Vergasung sowjetischer Kriegsgefangener, mit Befehlsnotstand begründet oder aufgrund Nichtanwesenheit abgestritten. Die Lagerverhältnisse selbst wurden beschönigt. Block- und Kommandoführer gaben zwar zu, Häftlinge auch geschlagen zu haben, jedoch sei dies auf Befehl der Vorgesetzten geschehen. Selten belasteten sich die Angeklagten gegenseitig.
Lagerkommandant Pauly beispielsweise, der die Gesamtverantwortung für die Lagerbedingungen in „Berlin“ sah, gab an, ihm seien im Lager begangene Straftaten an Häftlingen nicht bekannt geworden und Aussagen von Häftlingen über Misshandlungen seien dementsprechend gelogen. Bezüglich der Vergasung sowjetischer Kriegsgefangenen im September 1942 stritt er wahrheitswidrig ab, zu diesem Zeitpunkt schon Lagerkommandant gewesen zu sein; daher habe er von der Vergasung nichts gewusst. Er habe das am besten geführte Konzentrationslager geleitet, auch im Hinblick auf das Wohl der Häftlinge. Für Pauly sagten zwanzig Zeugen aus, darunter der ehemalige Hamburger Gauleiter Karl Kaufmann und der Höhere SS- und Polizeiführer Georg-Henning von Bassewitz-Behr. Konfrontiert mit dem Kindermord vom Bullenhuser Damm berief sich Pauly auf Befehlsnotstand und erklärte, dass auch ein „Exekutionsbefehl für Kinder“ ausgeführt werden musste. In seiner Aussage verwickelte sich Pauly in Widersprüche: Er gab an, dass er den von Oswald Pohl ausgestellten Exekutionsbefehl zwar gelesen habe, dieser aber direkt an den Standortarzt Trzebinski gerichtet gewesen sei. Zwar habe er Trzebinski angewiesen, den Befehl auszuführen, doch Trzebinski habe den Befehl nicht von ihm, sondern von Pohl erhalten. Diese Ausführungen sind zweifelhaft, da Exekutionsbefehle üblicherweise an den Lagerkommandanten gingen.
Trzebinski hingegen verneinte, den Befehl jemals gesehen zu haben; vielmehr habe Pauly ihn angewiesen, die Kinder zu töten. Er schilderte vor Gericht ausführlich den Tathergang und gab zu, den Kindern vor ihrer Ermordung zur „Erleichterung“ eine Morphinspritze verabreicht zu haben. Als Tatbeteiligte führte er unter anderem die Angeklagten Wilhelm Dreimann und Adolf Speck an; über den Tatbeteiligten Johann Frahm, der später in einem Nebenprozess zum Tode verurteilt wurde, sagte er:

„Frahm nahm den zwölfjährigen Jungen auf den Arm und sagte zu den anderen: ‚Er wird jetzt ins Bett gebracht.‘ Er ging mit ihm in einen Raum, der vielleicht sechs bis acht Meter von dem Aufenthaltsraum entfernt war, und dort sah ich schon eine Schlinge an einem Haken. In diese Schlinge hängte Frahm den schlafenden Jungen ein und hängte sich mit seinem Körpergewicht an den Körper des Jungen, damit die Schlinge sich zuzog.“

Nach dem Ende der Zeugenaussagen und Beweisführung wurden seitens der Anklage und Verteidigung die Schlussplädoyers gehalten. Paulys Anwalt Curt Wessig, Kommunist und ehemaliger Häftling des KZ Fuhlsbüttel, stellte dem Gericht in seinem Schlussplädoyer Pauly als Werkzeug des inhumanen NS-Systems dar, dem nicht unbewiesen Straftaten zur Last gelegt werden dürften. Im Falle des Kindermordes liege dessen Schuld nur in der Abgabe des Wagens, in dem die Kinder zur Mordstätte transportiert worden seien. Der Anklagevertreter ging in seinem Schlussplädoyer auch nochmal auf die Kindermorde ein und bezeichnete das Verbrechen als „kaltblütigen Mord“, an dem auch Pauly als befehlsgebende Instanz maßgeblich beteiligt war. Der Judge Advocate fasste danach für das Gericht die Beweisführung zusammen. Danach beriet das Gericht über das Strafmaß und der vorsitzende Richter verkündete am 3. Mai 1946 die Urteile.
Die 14 Urteile im Einzelnen
| Angeklagter       | Rang                   | Funktion                                           | Pflichtverteidiger                                           | Urteil                    |
| ----------------- | ---------------------- | -------------------------------------------------- | ------------------------------------------------------------ | ------------------------- |
| Max Pauly         | SS-Obersturmbannführer | Lagerkommandant                                    | Curt Wessig                                                  | Todesurteil, hingerichtet |
| Anton Thumann     | SS-Obersturmführer     | Schutzhaftlagerführer                              | Carl-Heinz König                                             | Todesurteil, hingerichtet |
| Alfred Trzebinski | SS-Hauptsturmführer    | Standortarzt                                       | Heinrich Lappenberg                                          | Todesurteil, hingerichtet |
| Bruno Kitt        | SS-Hauptsturmführer    | Lagerarzt                                          | Hermann Halben, später Alfonso Stegemann als Wahlverteidiger | Todesurteil, hingerichtet |
| Wilhelm Dreimann  | SS-Unterscharführer    | Rapportführer                                      | Hermann Halben                                               | Todesurteil, hingerichtet |
| Adolf Speck       | SS-Scharführer         | Block- und Kommandoführer                          | Heinrich Oestmann                                            | Todesurteil, hingerichtet |
| Johann Reese      | SS-Unterscharführer    | Block- und Kommandoführer                          | Herbert Wielckens                                            | Todesurteil, hingerichtet |
| Wilhelm Bahr      | SS-Unterscharführer    | Sanitätsdienstgrad                                 | Max Otto Kroell                                              | Todesurteil, hingerichtet |
| Andreas Brems     | SS-Unterscharführer    | Blockführer                                        | Max Otto Kroell                                              | Todesurteil, hingerichtet |
| Wilhelm Warnke    | SS-Rottenführer        | Blockführer                                        | Heinrich Oestmann                                            | Todesurteil, hingerichtet |
| Heinrich Ruge     | SS-Unterscharführer    | Blockführer                                        | Wolfram von Metzler                                          | Todesurteil, hingerichtet |
| Karl Totzauer     | SS-Obersturmführer     | Adjutant und Gerichtsoffizier                      | Rudolf Georg Müller                                          | 20 Jahre Haftstrafe       |
| Karl Wiedemann    | SS-Obersturmführer     | Kommandeur des Wachbataillons und Stützpunktleiter | Heinrich Lappenberg                                          | 15 Jahre Haftstrafe       |
| Walter Kümmel     | SS-Unterscharführer    | 2. Rapportführer                                   | Max Otto Kroell                                              | 10 Jahre Haftstrafe       |

## Vollzug der Urteile
Nach der Urteilsverkündung wurden die zum Tode Verurteilten am 3. Mai 1946 aus dem Gefängnis Altona in das Zuchthaus Fuhlsbüttel überstellt, wo sie auf ihre Hinrichtung warteten. Die Verteidiger versuchten vergeblich, durch weitere Leumundzeugnisse und Affidavits eine Begnadigung zu erreichen. Alle Urteile wurden am 26. August 1946 durch den obersten Militärjuristen der Britischen Rheinarmee Lord Russell of Liverpool bestätigt. Am 2. Oktober 1946 wurden die zum Tode Verurteilten mit einem britischen Militärtransporter nach Hameln eskortiert. Durch den Scharfrichter Albert Pierrepoint wurden alle im Neuengamme-Hauptprozess zum Tode Verurteilten am 8. Oktober 1946 im Zuchthaus Hameln nacheinander gehängt.
Von den drei zu Haftstrafen Verurteilten wurden Kümmel am 26. Februar 1952 und Karl Totzauer sowie Karl Wiedemann am 5. August 1954 vorzeitig aus dem Kriegsverbrechergefängnis Werl entlassen. Gegen Kümmel wurde 1970 erneut ermittelt, die Staatsanwaltschaft Hamburg nahm an, er habe im KZ-Außenlager Hamburg-Eidelstedt als Lagerleiter zwei Säuglinge ermordet. Der Prozess wurde 1982 erneut aufgerollt und Kümmel wegen dreifachen Mordes angeklagt. Ihm wurde die Ermordung der zwei Säuglinge sowie einer jungen tuberkulosekranken Ungarin vorgeworfen. In zwei Fällen wurde Kümmel freigesprochen, im Fall eines der ermordeten Säuglinge sah das Gericht Kümmels Beihilfe zum Mord als erwiesen an. Das Verfahren wurde jedoch gemäß Einführungsgesetz zum Gesetz über Ordnungswidrigkeiten (EGOWiG) aufgrund von Verjährung eingestellt.

## Nebenprozesse zum Neuengamme-Hauptprozess und den Außenlagern
Auf den Neuengamme-Hauptprozess folgten ab Juli 1946 im Curiohaus sieben Nebenverfahren zum Tatkomplex Verbrechen im Stammlager des KZ Neuengamme mit 15 Angeklagten, unter diesen war ein Funktionshäftling. Gegen 13 Beschuldigte wurde die Todesstrafe verhängt, die in acht Fällen bestätigt und vollzogen wurde. Auch der ehemalige Schutzhaftlagerführer und Vorgänger Thumanns Albert Lütkemeyer wurde in diesen Verfahren zum Tode verurteilt und danach hingerichtet.
Verbrechen in den Außenlagern des KZ Neuengamme wurden in 26 Folgeprozessen verfolgt. Neben männlichen Angehörigen der SS-Lagermannschaft wurden dabei auch 19 KZ-Aufseherinnen angeklagt. Unter den Beschuldigten befanden sich auch Funktionshäftlinge sowie Zivilisten, die in ihren Firmen KZ-Häftlinge als Zwangsarbeiter eingesetzt hatten. Zu Verbrechen in 16 der achtzig Außenlager des KZ Neuengamme wurden britische Militärprozesse durchgeführt: Hamburg-Neugraben, Hamburg-Sasel, Hamburg-Tiefstack, Hamburg-Wandsbek, Hannover-Ahlem, Hannover-Mühlenberg, Hannover-Stöcken (Continental), Helmstedt-Beendorf, Hildesheim, Husum-Schwesing, Ladelund, Meppen-Dalum, Meppen-Versen, Salzgitter-Drütte, Schandelah und Wilhelmshaven „Alter Banter Weg“. Aufgrund der zeitlichen Begrenzung des Königlichen Auftrags für die Militärgerichtsverfahren fanden weitere Verfahren, auch solche, für die bereits Ermittlungen aufgenommen worden waren, ab August 1948 nicht mehr statt.

## Weitere Prozesse
In der Bundesrepublik und der DDR wurden in Bezug auf den Tatkomplex Verbrechen im KZ Neuengamme und Außenlagern ab 1946 142 Strafverfahren durchgeführt. Allein in Hamburg wurden mehr als hundert entsprechende Verfahren eingeleitet, von denen jedoch nur zehn zur Anklage gelangten.

## Wertungen und Wirkungen

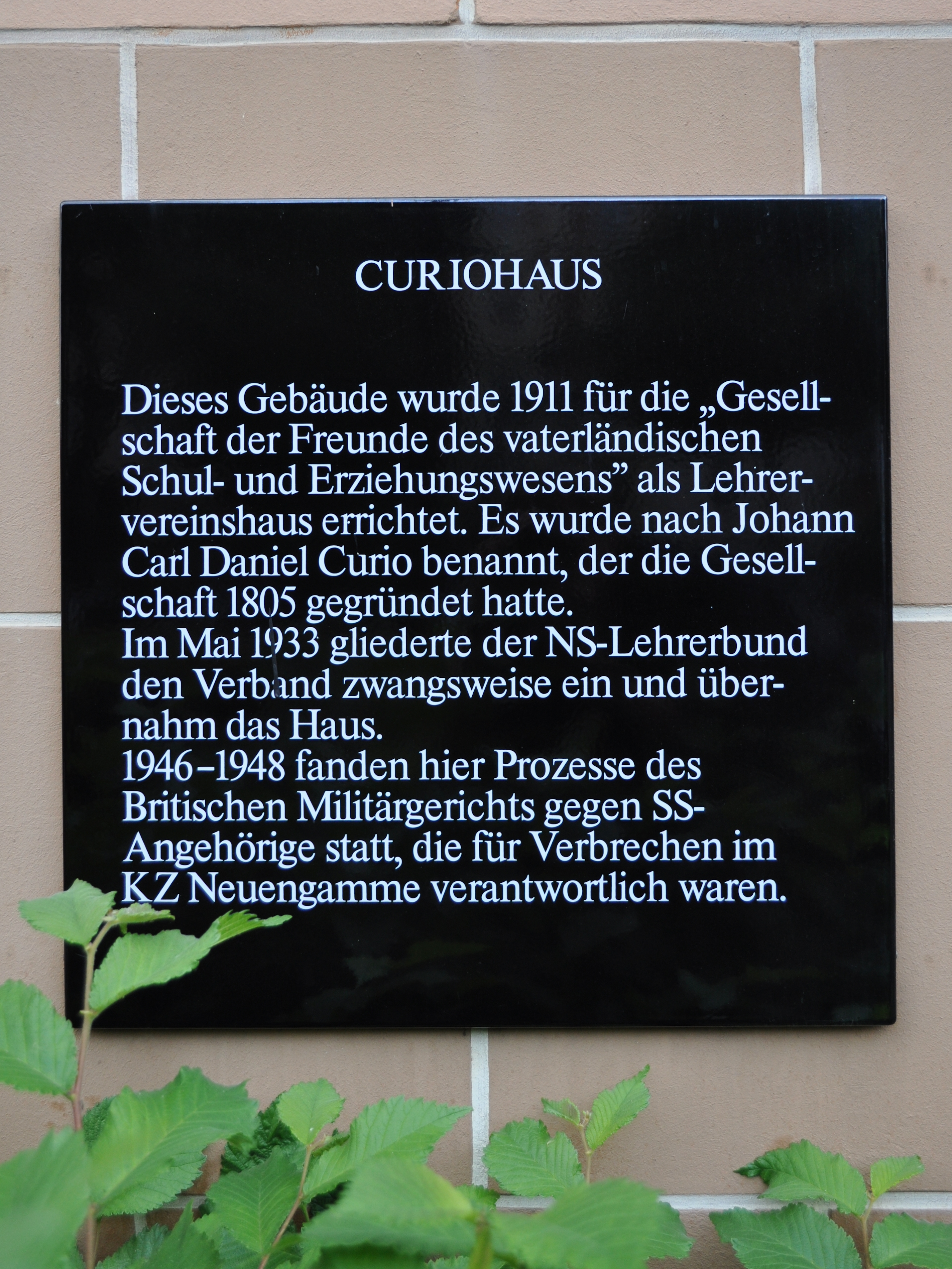
Gedenktafel links neben dem Eingang des Curio-Hauses in Hamburg-Rotherbaum, auf der auch an die britischen Militärgerichtsprozesse erinnert wird.

Insgesamt wurden von 1946 bis 1948 120 Personen im Neuengamme-Hauptprozess, den Nebenprozessen zum Hauptprozess und den Außenlagern durch ein britisches Militärgericht angeklagt. Im Gegensatz zu den Nebenprozessen zu den Außenlagern des KZ Neuengamme, wo ein Fünftel der Angeklagten freigesprochen wurde, wurden im Neuengamme-Hauptprozess und den Folgeprozessen zum Stammlager alle Angeklagten verurteilt.
Die im Neuengamme-Hauptprozess verhängten Todesstrafen basierten einerseits auf individuell nachweisbaren Verbrechen. Das betraf insbesondere die Angeklagten der unteren und mittleren Ebene des ehemaligen Lagerpersonals. Andererseits wurden auch Angeklagte der ehemaligen Führungsebene des Lagerpersonals aufgrund ihrer Verantwortung für die Verbrechen zum Tode verurteilt. Die drei zu Haftstrafen Verurteilten bildeten im Hauptprozess die Ausnahme. Kümmel, der während des Prozesses in Tränen ausgebrochen war, wurde seine relativ kurze Tätigkeit im Stammlager zugutegehalten. Seine Tätigkeit als Lagerleiter des KZ-Außenlagers Hamburg-Eidelstedt war nicht Verfahrensgegenstand. Der ehemalige Adjutant und Gerichtsoffizier Totzauer konnte dem Gericht wahrheitswidrig vermitteln, dass er lediglich Verwaltungsaufgaben im Lager wahrgenommen und als Gerichtsoffizier Straftaten von SS-Angehörigen verfolgt hätte. Der ehemalige Kompanieführer Wiedemann machte das Gericht glauben, dass die Wachkompanie nicht Teil der Lagermannschaft gewesen wäre. Seine Funktion als Stützpunktleiter der Neuengammer Außenlager in Hamburg fand im Prozess keine Berücksichtigung.
Rechtfertigungen aufgrund von Befehlsnotstand wurden im Prozess nicht anerkannt. Der ehemalige Neuengammehäftling Fritz Bringmann unterschied als Zeuge zwischen Befehlsgebern und Befehlsausführenden. Nicht nur individuell nachweisbare Taten, sondern auch die entsprechende Befehlsgebung wurden im Prozess geahndet. Dass Befehle auch ohne Gefahr für Leib und Leben verweigert werden konnten, bewies das Beispiel Bringmanns, der sich im September 1942 erfolgreich geweigert hatte, die ihm von dem Angeklagten Bahr aufgetragene Vergasung der sowjetischen Kriegsgefangenen auszuführen. Gauleiter Kaufmann und der Höhere SS- und Polizeiführer Bassewitz-Behr wurden jedoch trotz ihrer „politischen Verantwortung“ für die Verbrechen in Neuengamme nicht angeklagt.
Die rechtsstaatlich geführten Neuengamme-Prozesse verdeutlichen, dass die britische Militärgerichtsbarkeit KZ-Verbrechen entschlossen ahndete; dass es nicht zu mehr Prozessen bzw. Anklagen kam, lag am Personalmangel und den begrenzten zeitlichen Ressourcen.

## Weitere Informationen
Eine vierbändige Protokollmitschrift des Verfahrens wurde 1969 in Hamburg unter dem Titel Curiohaus-Prozess. Verhandelt vor dem britischen Militärgericht in der Zeit vom 18. März bis zum 3. Mai 1946 gegen die Hauptverantwortlichen des KZ Neuengamme von ehemaligen Neuengamme-Häftlingen herausgegeben.
Im Hamburger Rathaus wurde am 27. Januar 2011 das von Michael Batz inszenierte Dokumentarstück 39 Tage Curiohaus im Großen Festsaal uraufgeführt. In dieser szenischen und mit Musik unterlegten Darstellung wurde der Verlauf des Neuengamme-Hauptprozesses anhand von vorgelesenen Zitaten der Täter und Opfer aufgezeigt. Die Aufführung fand im Rahmen des Tages des Gedenkens an die Opfer des Nationalsozialismus statt.